# Gabardine

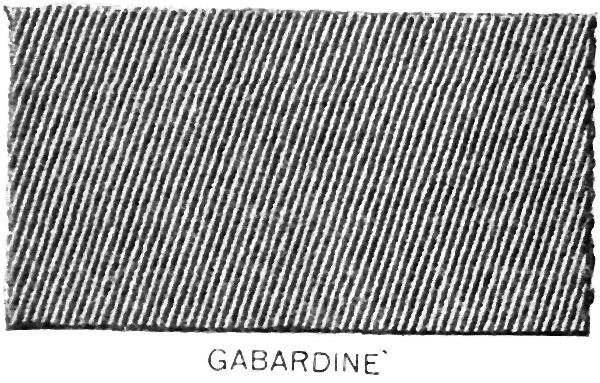
Représentation du tissu gabardine

La gabardine (de l'espagnol gabardina signifiant justaucorps, croisement de gabán, paletot, et tavardina, jaquette) est un tissu de coton ou de laine d'armure façonnée et très serrée, relativement imperméable à l'air et à l'eau. 
Elle a été créée par Thomas Burberry en 1880 après sa rencontre avec un berger de sa région dont la veste était rendue imperméable par le produit utilisé lors du baignage des moutons. Il en dépose le brevet en 1888, ce qui lui en permet la fabrication exclusive jusqu'en 1917. 

Actuellement, bien des manteaux de pluie sont façonnés dans ce matériau, prenant le nom de burberry en Angleterre et de gabardine en France.

## Conseils d'utilisation de la gabardine

### La coupe
Le lavage au préalable d'une gabardine en pur coton est essentiel, afin d’éviter les retraits de tissus plus ou moins importants, selon l'ennoblissement qu'elle a subi. 
Une gabardine en laine peignée sera repassée au préalable à la vapeur. Et pour toutes ces qualités, il est recommandé de déplier le tissu avant de le couper, et d'éliminer la pliure du tissu par repassage. Si celle-ci ne disparaît pas, on coupe les pièces hors de cette pliure

### Le report des lignes de couture
La gabardine supporte parfaitement la roulette à patrons et le papier copie-couture. On ne reporte les tracés que sur l'envers du tissu, en suivant les indications du fabricant.

### Le repassage
La température du fer est en fonction de la qualité. Un pur coton sera repassé sur réglage 2 à 3 points (de préférence à la vapeur), la laine et la laine mélangée sur réglage 2 points, à la vapeur. 
Pour éviter de lustrer le tissu, on recouvre l'endroit avec une pattemouille. Les gabardines synthétiques et comportant de l'élasthanne ne peuvent supporter qu'une température modérée (2 points au maximum).

### L'entoilage
Pour les étoffes légères et les petites pièces, comme une parementure et un dessus de col, ainsi que pour les tissus ne pouvant être repassés à la vapeur, on choisit une Vliesline G785 ou H180. Pour les étoffes plus lourdes, en laine ou en laine mélangée, on opte pour la Vliesline G700 ou H410.

### La réalisation
L'utilisation d'une aiguille standard, grosseur 70 ou 80 et un fil à coudre standard, en polyester, pour coudre la gabardine est suffisant. La gabardine microfibre, qui se caractérise par un tissage dense, est cousue avec une aiguille Microtex, grosseur 70. La longueur des points est en fonction de la qualité du tissu : pour un tissu fin, on réalise de petits points (environ 2 mm de longueur), pour des tissus plus lâches ou plus épais, on pique des points d'environ 2,5 à 3 mm.

### L'entretien
L'entretien dépend des fibres : cotons, synthétiques ou fibres mélangées peuvent être lavés jusqu’à 40 °C en programme pour linge délicat, les cotons jusqu'à 60 °C. Il est préférable de faire nettoyer à sec les blazers, manteaux et costumes ainsi que les vêtements en gabardine de laine, car le lavage risquerait de les déformer.